# Cair, Cetatea Albă
Cair (în ucraineană Крива Балка, transliterat: Krîva Balka) este localitatea de reședință a comunei Cair din raionul Cetatea Albă, regiunea Odesa, Ucraina.

## Demografie
Componența lingvistică a localității Cair
     Ucraineană (87,36%)
     Rusă (6,73%)
     Română (3,68%)
     Alte limbi (0,76%)
Conform recensământului din 2001, majoritatea populației localității Cair era vorbitoare de ucraineană (87,36%), existând în minoritate și vorbitori de rusă (6,73%) și română (3,68%).